# Barbora Závadová
Barbora Závadová (Ostrava, 23 de enero de 1993) es una deportista checa que compitió en natación. Ganó una medalla de bronce en el Campeonato Europeo de Natación de 2012, en la prueba de 400 m estilos.

## Palmarés internacional
| Campeonato Europeo | Campeonato Europeo | Campeonato Europeo | Campeonato Europeo |
| Año                | Lugar              | Medalla            | Prueba             |
| ------------------ | ------------------ | ------------------ | ------------------ |
| 2012               | Debrecen (Hungría) | Medalla de bronce  | 400 m estilos      |